# Rivière Pons
Rivière Pons är ett vattendrag i Kanada.   Det ligger i provinsen Québec, i den östra delen av landet, 1 300 km norr om huvudstaden Ottawa. Rivière Pons ligger vid sjön Lac Cambrien.
Trakten runt Rivière Pons är nära nog obefolkad, med mindre än två invånare per kvadratkilometer.